# 7015 Schopenhauer
A 7015 Schopenhauer (ideiglenes jelöléssel 1990 QC8) a Naprendszer kisbolygóövében található aszteroida. Eric Walter Elst fedezte fel 1990. augusztus 16-án.